# 64-й Берлинский международный кинофестиваль
64-й Берлинский международный кинофестиваль прошёл с 6 февраля по 16 февраля 2014 года Фильм Уэса Андерсона «Отель „Гранд Будапешт“» открыл фестиваль. Британский режиссёр Кен Лоуч был удостоен «Почётного Золотого льва». Главного приза фестиваля был удостоен китайский фильм «Чёрный уголь, тонкий лёд» режиссёра Дяо Инаня.

## Жюри
Жюри основной конкурсной программы:
- Джеймс Шеймус, американский продюсер и сценарист (председатель жюри)
- Барбара Брокколи, американский продюсер
- Трине Дюрхольм, датская актриса
- Митрэ Фарахани, иранский режиссёр
- Грета Гервиг, американская актриса и режиссёр
- Мишель Гондри, французский режиссёр, сценарист и продюсер
- Тони Люн Чу Вай, китайский актёр
- Кристоф Вальц, австро-немецкий актёр

Следующие люди были объявлены в составе жюри программы Best First Feature:
- Нэнси Буирски, основатель фестиваля Full Frame Documentary Film Festival
- Валерия Голино, итальянская актриса и режиссёр
- Эрнан Массалуппи, американский продюсер

## Конкурсная программа
Следующие фильмы были выбраны для участия в конкурсной программе Золотой медведь и Серебряный медведь:
| Название                 | Оригинальное название      | Режиссёр (-ы)      | Страна                                       |
| ------------------------ | -------------------------- | ------------------ | -------------------------------------------- |
| 71 *                     | '71                        | Ян Деманж          | Великобритания                               |
| Любить, пить и петь      | Aimer, boire et chanter    | Ален Рене          | Франция                                      |
| В воздухе                | Aloft                      | Клаудиа Льоса      | США, Испания, Франция                        |
| Возлюбленные сёстры      | Die geliebten Schwestern   | Доминик Граф       | Германия, Австрия, Швейцария                 |
| Небеса                   | Μικρό Ψάρι Mikro psari     | Яннис Экономидес   | Греция, Германия, Кипр                       |
| Отель «Гранд Будапешт»   | The Grand Budapest Hotel   | Уэс Андерсон       | Великобритания, Германия                     |
| Чёрный уголь, тонкий лёд | 白日焰火 Bai Ri Yan Huo    | Дяо Инань          | Китай, Гонконг                               |
| Отрочество               | Boyhood                    | Ричард Линклейтер  | США                                          |
| Маленький дом            | 小さいおうち Chiisai Ouchi | Ёдзи Ямада         | Япония                                       |
| История страха *         | Historia del Miedo         | Бенхамин Найштат   | Аргентина, Франция, Германия, Уругвай, Катар |
| Джек                     | Jack                       | Эдвард Бергер      | Германия                                     |
| Дурацкое дело нехитрое   | Kraftidioten               | Ханс Петтер Муланд | Норвегия                                     |
| Крестный путь            | Kreuzweg                   | Дитрих Брюггеман   | Германия                                     |
| Третий берег             | La tercera orilla          | Селина Мурга       | Аргентина                                    |
| Двое в городе            | La voie de l‘ennemi        | Рашид Бушареб      | Франция, США                                 |
| Макондо *                | Macondo                    | Судабех Мортезаи   | Австрия                                      |
| Пляж будущего            | Praia do Futuro            | Карим Айнуз        | Бразилия, Германия                           |
| Массаж вслепую           | 推拿 Tui Na                | Лоу Е              | Китай, Франция                               |
| Ничья земля              | 無人區 Wu Ren Qu           | Нин Хао            | Китай                                        |
| Между мирами             | Zwischen Welten            | Фео Аладаг         | Германия                                     |

### Вне конкурсной программы
Фильмы, показываемые вне конкурсной программы:
| Название                | Оригинальное название | Режиссёр (-ы)  | Страна                                            |
| ----------------------- | --------------------- | -------------- | ------------------------------------------------- |
| Охотники за сокровищами | The Monuments Men     | Джордж Клуни   | США, Германия                                     |
| Нимфоманка              | Nymphomaniac          | Ларс фон Триер | Дания, Германия, Франция, Бельгия, Великобритания |
| Красавица и чудовище    | La belle et la bête   | Кристоф Ган    | Франция, Германия                                 |

### Панорама
Следующие фильмы были выбраны для показа в секции «Панорама»:
| Название                                                                  | Оригинальное название                                                | Режиссёр (-ы)                | Страна                       |
| ------------------------------------------------------------------------- | -------------------------------------------------------------------- | ---------------------------- | ---------------------------- |
| Если не ты, то я                                                          | Arrête ou je continue                                                | Софи Фийер                   | Франция                      |
| The Rice Bomber                                                           | 白米炸彈客 Bai Mi Zha Dan Ke                                         | Чжо Ли                       | Тайвань                      |
| Ice Poison                                                                | 冰毒 Bing Du                                                         | Midi Z                       | Тайвань, Мьянма              |
| Голгофа                                                                   | Calvary                                                              | Джон Майкл МакДона           | Ирландия, Великобритания     |
| Сегодня я хочу назад в одиночество                                        | Hoje Eu Quero Voltar Sozinho                                         | Даниэл Рибейру               | Бразилия                     |
| Счастлив ли человек высокого роста?: Анимированная беседа с Ноамом Чомски | Is the Man Who Is Tall Happy?                                        | Мишель Гондри                | Франция                      |
| Человек из толпы                                                          | O Homem das Multidões                                                | Марсело Гомес, Као Гимарайнс | Бразилия                     |
| Бабочка-Будда                                                             | Papilio Buddha                                                       | Джаян Чериан                 | Индия, США                   |
| Быстрая перемена                                                          | Quick Change                                                         | Эдуардо В. Рой мл.           | Филиппины                    |
| Stereo                                                                    | Stereo                                                               | Максимилиан Эрленвайн        | Германия                     |
| Тест                                                                      | Test                                                                 | Крис Мэйсон Джонсон          | США                          |
| Ангелы получше                                                            | The Better Angels                                                    | А.Дж. Эдвардс                | США                          |
| Ягнёнок                                                                   | Kuzu                                                                 | Кутлуг Атаман                | Германия, Турция             |
| Вещи, которые делают люди *                                               | Things People Do                                                     | Заар Клейн                   | США                          |
| Triptych                                                                  | Triptyque                                                            | Робер Лепаж, Педро Пиреш     | Канада                       |
| Superegos                                                                 | Über-Ich und Du                                                      | Беньямин Хайзенберг          | Германия, Швейцария, Австрия |
| Недруг                                                                    | Unfriend                                                             | Джей Альтахерос              | Филиппины                    |
| Путешествие на Запад                                                      | 西遊 Xi Yuo                                                          | Цай Минлян                   | Франция, Тайвань             |
| Ив Сен-Лоран                                                              | Yves Saint Laurent                                                   | Джалиль Леспер               | Франция                      |
| I’m Not Angry!                                                            | Asabani Nistam!                                                      | Reza Dormishian              | Иран                         |
| Слепая                                                                    | Blind                                                                | Эскиль Вогт                  | Норвегия                     |
| Difret                                                                    | Difret                                                               | Зересенай Мехари             | Эфиопия, США                 |
| Fever                                                                     | Fieber                                                               | Элфи Микеш                   | Люксембург, Австрия          |
| Güeros *                                                                  | Güeros                                                               | Алонсо Руиспаласиос          | Мексика                      |
| Шоссе                                                                     | Highway                                                              | Имтиаз Али                   | Индия                        |
| Отчий дом                                                                 | Ieji                                                                 | Нао Кубота                   | Япония                       |
| Quiet Bliss                                                               | In Grazia di Dio                                                     | Эдоардо Уинспир              | Италия                       |
| Любовь — странная штука                                                   | Love Is Strange                                                      | Айра Сакс                    | США, Франция                 |
| Этот демон внутри                                                         | 魔警 Mo Ging                                                         | Данте Лам                    | Гонконг, Китай               |
| Standing Aside, Watching                                                  | Na kathese ke na kitas                                               | Гиоргос Арванитис            | Греция                       |
| Ночной рейс                                                               | Night Flight                                                         | Ли Сон-Хи-Иль                | Южная Корея                  |
| Вода 2030                                                                 | Nước 2030                                                            | Нгуен Во Нгием Минь          | Вьетнам, США                 |
| Невесты *                                                                 | Patardzlebi                                                          | Тинатин Кайришвили           | Франция, Грузия              |
| Трещина в бетоне                                                          | Risse im Beton                                                       | Умут Даг                     | Австрия                      |
| Следующая полночь                                                         | 那夜凌晨，我坐上了旺角開往大埔的紅van Lost on a Red Minibus to Taipo | Фрут Чан                     | Гонконг, Китай               |
| Земля гроз *                                                              | Viharsarok                                                           | Адам Часи                    | Венгрия, Германия            |
| Ночь *                                                                    | Ye                                                                   | Чжоу Хао                     | Китай                        |

### Berlinale Special Galas
Следующие фильмы были выбраны для показа в секции Berlinale Special Galas:
| Название                                       | Оригинальное название                                 | Режиссёр (-ы)             | Страна                       |
| ---------------------------------------------- | ----------------------------------------------------- | ------------------------- | ---------------------------- |
| Долгое падение                                 | A Long Way Down                                       | Паскаль Шомель            | Великобритания, Германия     |
| Афера по-американски                           | American Hustle                                       | Дэвид О. Расселл          | США                          |
| Чавес                                          | Cesar Chavez                                          | Диего Луна                | США                          |
| Женщина во дворе                               | Dans la cour                                          | Пьер Сальвадори           | Франция                      |
| Столетний старик, который вылез в окно и исчез | Hundraåringen som klev ut genom fönstret och försvann | Феликс Хернгрен           | Швеция                       |
| 10 мгновений судьбы                            | The Turning                                           | 18 режиссёров             | Австралия                    |
| Тёмная долина                                  | Das finstere Tal                                      | Андреас Прохазка          | Австрия, Германия            |
| Дипломатия                                     | Diplomatie                                            | Фолькер Шлёндорф          | Франция, Германия            |
| Двуликий Янус                                  | The Two Faces of January                              | Хуссейн Амини             | Великобритания, США, Франция |
| Кого ты любишь                                 | En du Elsker                                          | Пернилла Фишер Кристенсен | Дания                        |

### Berlinale Classics
Следующие фильмы были выбраны для показа в секции Berlinale Classics:
| Название                 | Оригинальное название        | Режиссёр (-ы)        | Страна и год          |
| ------------------------ | ---------------------------- | -------------------- | --------------------- |
| Поздняя осень            | Akibiyori                    | Ясудзиро Одзу        | Япония(1960)          |
| Караваджо                | Caravaggio                   | Дерек Джармен        | Великобритания (1986) |
| Кабинет доктора Калигари | Das Cabinet des Dr. Caligari | Роберт Вине          | Германия(1920)        |
| Германия, бледная мать   | Deutschland, bleiche Mutter  | Хельма Сандерс-Брамс | ФРГ (1980)            |
| Герой                    | Nayak                        | Сатьяджит Рай        | Индия(1966)           |
| Бунтарь без причины      | Rebel Without a Cause        | Николас Рэй          | США(1955)             |

## Награды
Награждены были следующие фильмы:
- Золотой медведь — Чёрный уголь, тонкий лёд, Дяо Инань
- Гран-при жюри (Серебряный медведь) — Отель «Гранд Будапешт», Уэс Андерсон
- Приз Альфреда Бауэра (Серебряный медведь) — Любить, пить и петь, Ален Рене
- Серебряный медведь за лучшую режиссуру — Ричард Линклейтер, Отрочество
- Серебряный медведь за лучшую женскую роль — Хару Куроки, Маленький дом
- Серебряный медведь за лучшую мужскую роль — Ляо Фань, Чёрный уголь, тонкий лёд
- Серебряный медведь за лучший сценарий — Крестный путь, Дитрих Брюггеман
- Серебряный медведь за выдающиеся художественные достижения — Массаж вслепую, Лоу Е
- Лучший дебют — Güeros, Алонсо Руиспаласиос

- Приз зрительских симпатий за лучший художественный фильм (программа «Панорама»)[19]
  - 1-е место: Difret, Зересенай Мехари
  - 2-е место: Сегодня я хочу назад в одиночество, Даниэл Рибейру
  - 3-е место: Невесты, Тинатин Кайришвили

- Приз Teddy за лучший художественный фильм: Сегодня я хочу назад в одиночество, Даниэл Рибейру[20]

## Ссылка
- berlinale.de/en/HomePage.html — официальный сайт 64-й Берлинский международный кинофестиваль